# Sender Przebędowo
Der Sender Przebędowo (Polnisch: RON Przebędowo, auch RON Trojanowo) war die Mittelwellensendeeinrichtung des Senders Posen in Polen und befand sich nordwestlich von Przebędowo bei 52° 35′ 15″ N, 16° 59′ 20″ O, ca. 15 Kilometer nördlich von Poznań. Der Sender Przebędowo, der in den meisten Tabellen als „Sender Posen“ verzeichnet war, sendete auf der Frequenz 738 kHz mit einer Sendeleistung von 300 kW. Er ging 1959 in Betrieb und könnte während der Nachtstunden auch in Deutschland leicht empfangen werden.
Als Sendeantenne verwendete der Rundfunksender Przebędowo einen 103 Meter hohen Sendemast.
Der Rundfunksender Przebędowo wurde Anfang 1998 stillgelegt und der Sendemast abgebaut. Die Gebäude der Sendeeinrichtung sind noch vorhanden. Ihre Nutzung ist unbekannt.